# Musculus opponens digiti minimi manus
De musculus opponens digiti minimi manus of tegensteller van de pink is een spier in de hand die de pink beweegt. De spier maakt deel uit van pinkmuis.